# Токутоми Сохо
Токутоми Сохо (яп. 徳富 蘇峰; 14 марта 1863 года — 2 ноября 1957 года) — псевдоним японского журналиста, критика и историка периодов Мэйдзи и Сёва. Его настоящее имя — Токутоми Иитиро. Брат писателя и философа Токутоми Рока (Кэндзиро).

## Биография
Родился в городе Минамата провинции Хиго (ныне префектура Кумамото). Учился в Киото, в Кумамото Ёгакко, затем в школе Досися. Был учеником Нисимы Джо (Джозеф Харди Нисима), японского миссионера.
В Кумамото он основал газету, затем переехал в Токио. В 1887 основал издательство «Минъюся» и выпускал первый в Японии новостной журнал «Кокумин-но-Томо» («Друг людей») в период с 1887 по 1898 годы. Журнал оказывал влияние на политику в период Мэйдзи. Также издательство выпускало другие журналы и газеты, включая английскую версию «Кокумин-но-Томо».
В 1910 году основал «Кэйдзё Ниппо», наиболее влиятельный журнал в Корее в период японского правления. Помимо своей должности как главного редактора, в период издания журналов Сохо написал более 350 статей на широкий круг тем.
Под редакцией Сохо вышла 50-томная «История японской нации нового времени» (近世日本国民史; Кинсей Нихон Кокумин Си), охватывающая период с 1918 по 1952 годы.
Был награждён Орденом Культуры. В 1911 году был назначен членом палаты пэров Японии. В мае 1923 года получил императорскую премию Японской академии наук, в 1928 году — Орден Священного Сокровища.

## Политические взгляды
Изначально политические взгляды Сохо были либерально-демократическими, в его изданиях критиковались коррупционные скандалы конца XIX века. Однако после японо-китайской войны и тройственной интервенции, его взгляды стали более правыми. К концу 1890-х годов он изменил курс своего журнала на проправительственный, стал поддерживать олигархию Мэйдзи. в частности, был доверенным лицом премьер-министров Японии — Ямагаты Аритомо и Кацуры Таро. Во время хибийских беспорядков офисы журналов Сохо стали мишенью протестующих. Во время оккупации Японии с 1945 по 1947 годы находился под домашним арестом в рамках Токийского процесса. Он так и не предстал перед судом в силу преклонного возраста и прожил на своей вилле в Атами до конца своих дней.

## Личная жизнь
Супруга — Сидзуко Курадзоно, 4 сына и 6 дочерей. Старший сын скончался в 1931 году, второй стал военно-морским капитаном, третий — профессором сельского хозяйства, четвертый — прапорщиком.